# 461 v. Chr.
Portal Geschichte | Portal Biografien | Aktuelle Ereignisse | Jahreskalender | Tagesartikel

◄ |
6. Jahrhundert v. Chr. |
5. Jahrhundert v. Chr. |
4. Jahrhundert v. Chr. |
►

◄ | 480er v. Chr. | 470er v. Chr. | 460er v. Chr. | 450er v. Chr. |
440er v. Chr. |
►

◄◄ | ◄ | 464 v. Chr. | 463 v. Chr. | 462 v. Chr. | 461 v. Chr. |
460 v. Chr. |
459 v. Chr. |
458 v. Chr. |
► |
►►

## Ereignisse
Kimon sendet von Athen aus ein Truppenkontingent nach Sparta, um die Spartiaten gegen die aufständischen Heloten zu unterstützen. Sparta hat den Helotenaufstand jedoch mittlerweile selbst unter Kontrolle bekommen und die spartanische Elite fürchtet die Zunahme demokratischer Anschauungen in Lakedaimonien auf Grund der Anwesenheit der athenischen Verbände. So werden Kimon und seine Hopliten schnellstmöglich wieder zurück nach Athen geschickt. Dies wird von Athen natürlich als außenpolitischer Affront gewertet und belastet die Beziehungen zwischen den zwei Poleis und den sich entfaltenden Machtblöcken des Peloponnesischen Bundes und des Delisch-Attischen Seebundes.
Kimon wird bei seiner Rückkehr durch ein von Ephialtes und Perikles initiiertes Scherbengericht wegen seiner spartafreundlichen Politik aus Athen verbannt. Ephialtes wird kurz danach ermordet.
In Rom regieren die Senatoren Servius Sulpicius und Publius Volumnius, während ihrer Regentschaft kommt es in Rom zu einem heftigen Erdbeben.

## Gestorben
- 461 oder 457 v. Chr.: Ephialtes von Athen, athenischer Staatsmann